# Jan Jeziorański (1865–1933)
Jan Marian Jeziorański (ur. 10 czerwca 1865, zm. 29 października 1933 w Warszawie) – polski inżynier technolog i przedsiębiorca, działacz społeczny.

## Życie
Absolwent szkoły realnej w Warszawie (1883) i Instytutu Technologicznego w Petersburgu (1889). Po powrocie do Królestwa pracował jako inżynier na kolei nadwiślańskiej. W 1893 r. do spółki z inż. Piotrem Drzewieckim, kolegą ze studiów, założył przedsiębiorstwo, które istniało do 1939 r. i przeszło do historii pod nazwą Towarzystwo Budowy Maszyn i Urządzeń Sanitarnych Drzewiecki i Jeziorański Sp. Akc. Specjalizująca się w produkcji urządzeń wentylacyjnych, sanitarnych oraz centralnego ogrzewania firma miała do 1917 sieć 10 oddziałów także na terytorium Rosji europejskiej. On sam aż do śmierci pełnił w niej funkcję dyrektora zarządzającego i kierownika technicznego. Towarzystwo sprzedawało swe wyroby na rynku rosyjskim, galicyjskim i dalekowschodnim (ten ostatni utraciło po 1905). Po odzyskaniu niepodległości przez państwo polskie firma była największym w swej specjalności przedsiębiorstwem w Polsce. Wraz z Drzewieckim był współzałożycielem i udziałowcem biura budowy młynów "Małyszczycki i Spółka" (1896) a także przedsiębiorstwa "GeseIlschaft fiir Selbswitige Temperaturregelting G. m. b. H" (1907) i "Przedsiębiorstwa Urządzeń Ogniotrwałych dla plynów łatwopalnych systemu Martini i Hilnecke" działającego na  rynku rosyjskim (1911). W r. 1905 zainicjował założenie przez przemysłowców polskiej szkoły początkowej dla dzieci warszawskich robotników. W następnych latach założył kilka podobnych szkół i był ich administratorem.
W 1918 założyciel a następnie dyrektor Polskiego Towarzystwa Elektrycznego, stanowiące zalążek krajowego przemysłu elektrotechnicznego. W czerwcu 1920 r. wszedł do zarządu Stowarzyszenia Zawodowego Przemysłowców Metalowych Królestwa Polskiego, przekształconego następnie w Polski Związek Przemysłowców Metałowych (PZPM). Od 13 września 1922 do 2 3maja 1923 r. był jego prezesem, następnie wiceprezesem i ponownie od 16 listopada do śmierci prezesem PZPM. Z ramienia PZPM był w latach 1924-1933   wiceprezesem Centralnego Związku Polskiego Przemysłu, Górnictwa, Handlu i Finansów (Lewiatan). Od 1924 był także członkiem Komitetu Celnego przy ministrze przemysłu i handlu a także sędzią sądu handlowego w Warszawie. Był wiceprezesem (1918-1931) a następnie prezesem (1931-1939) Koła Koła I nżynierów Technologów Wychowańców Instytutu Technologicznego Petersburskiego.  przy Stowarzyszeniu Techników Polskich.
Pochowany na cmentarzu powązkowskim w Warszawie (kwatera 6, rząd 2, miejsce 12,13).

### Publikacje
- Sprawozdanie z X IV Zjazdu inżynierów wydziału mechanicznego dróg żelaznych odbytego w Warszawie - "Przegląd Techniczny" 1891
- Porównanie warunków ruchu pociągu kolejowego prowadzonego pojedynczo lub też podwójną trakcją ze względu na bezpieczeństwo biegu - "Przegląd Techniczny" 1897

### Odznaczony
- Krzyż Komandorski Orderu Polonia Restituta

## Życie prywatne
Syn urzędnika Karola Jana (1832-1904) i Adelajdy Julii z domu Guyot (1835-1917). Ożenił się z Heleną Karoliną  z Wernerów (1863-1948). Mieli córkę Marię (1895-1979) żonę Stanisława Różewskiego (1888-1957) oraz syna Stanisława (1896-1897).

## Literatura
- Zbigniew Landau, Jeziorański Jan (1865-1933), Polski Słownik Biograficzny, t. 11, Wrocław-Warszawa-Kraków 1964-1965, s.218-219,